# Лауффен-ам-Неккар
Лауффен-ам-Неккар (нем. Lauffen am Neckar) — город в Германии, в земле Баден-Вюртемберг. 

## Описание
Лауффен-ам-Неккар подчинён административному округу Штутгарт. Входит в состав района Хайльбронн.  Население составляет 10 911 человек (на 31 декабря 2010 года). Занимает площадь 22,63 км². Официальный код  —  08 1 25 056.
В 1891 году из Лауффена-ам-Неккар во Франкфурт-на-Майне была впервые в мире осуществлена передача трехфазного переменного тока высокого напряжения, электродвигатель и трансформаторы для этой линии были сооружены М. О. Доливо-Добровольским.

## Известные уроженцы
- Иоганн Христиан Фридрих Гёльдерлин (1770—1843) — немецкий поэт.

## Фотографии

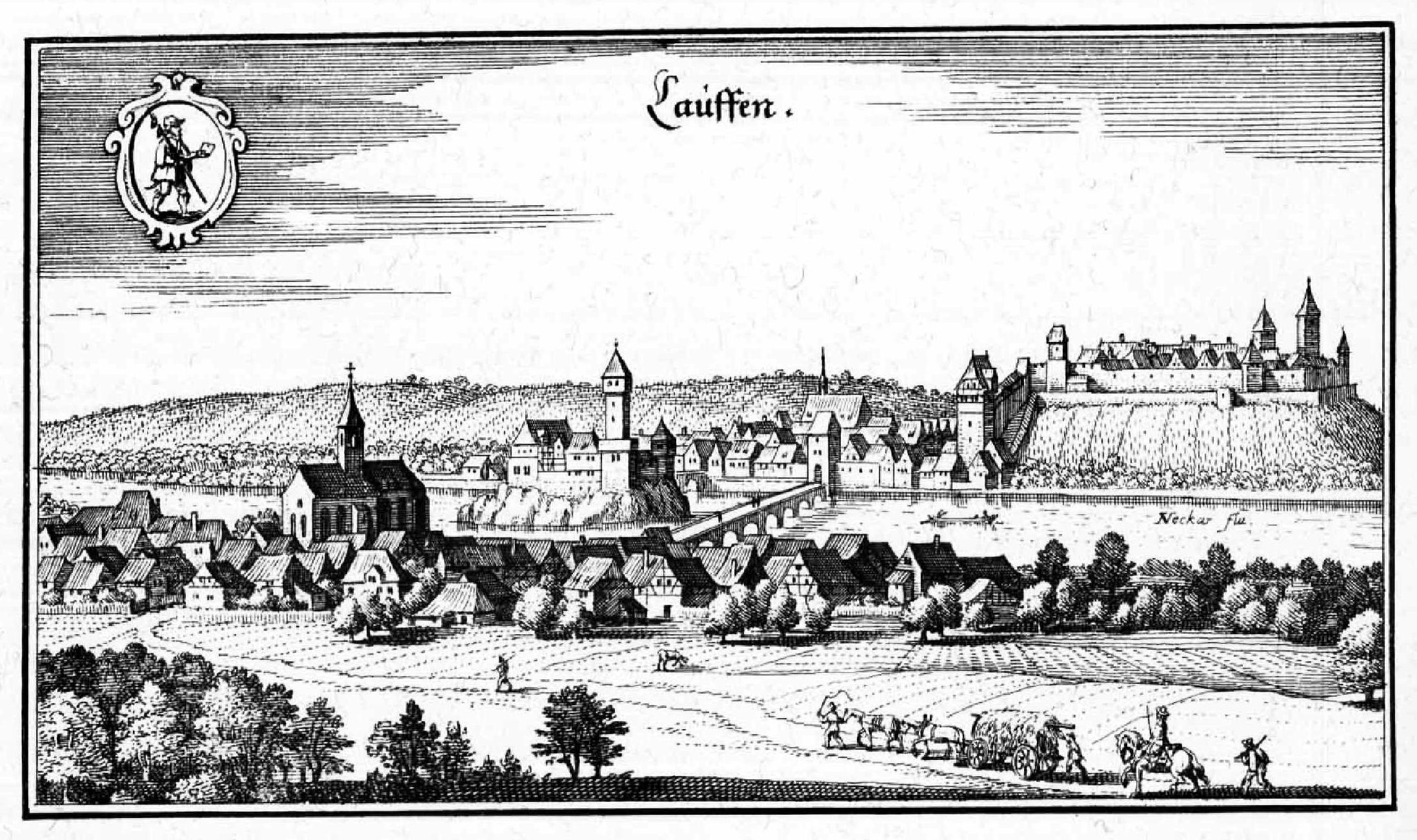
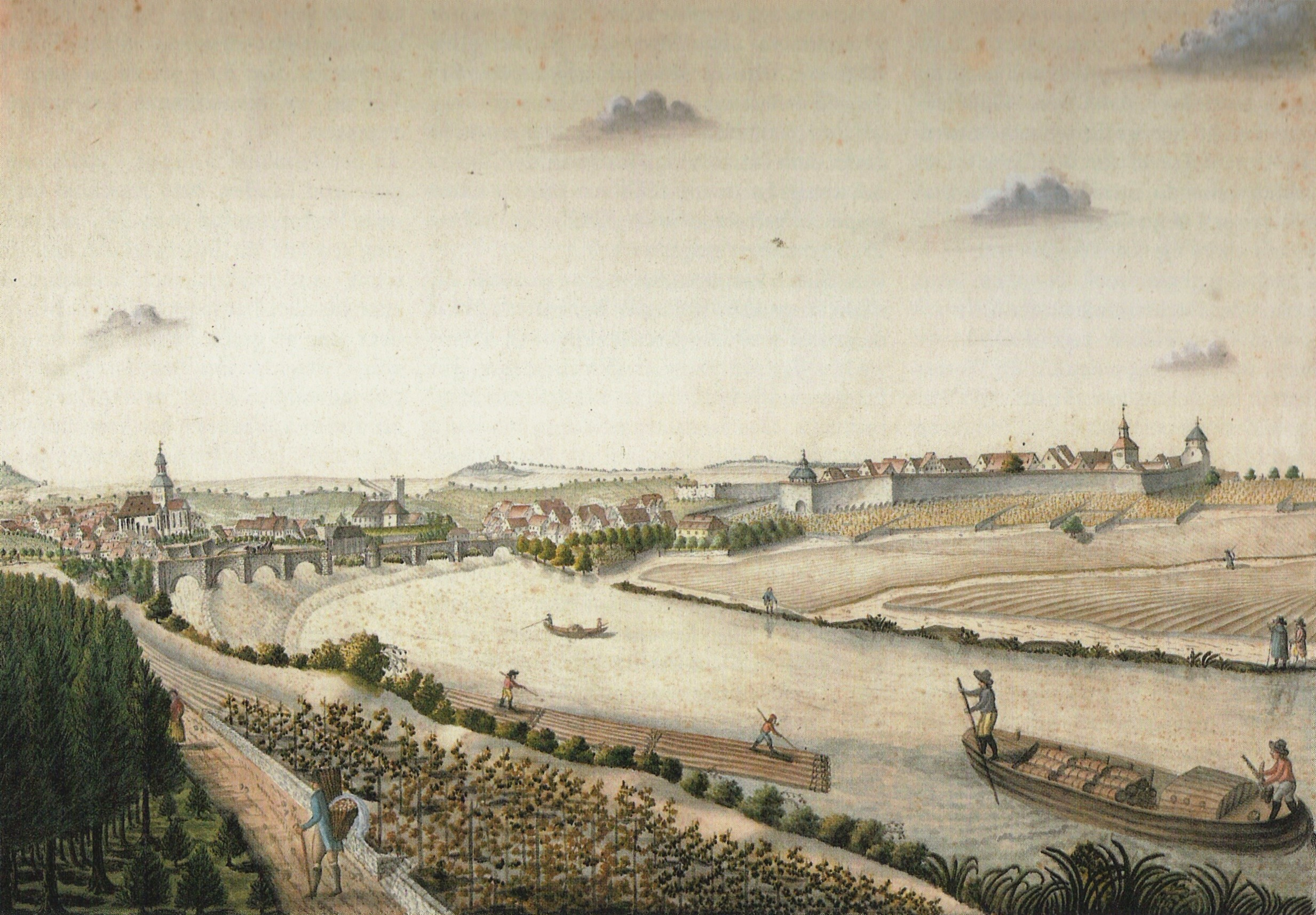
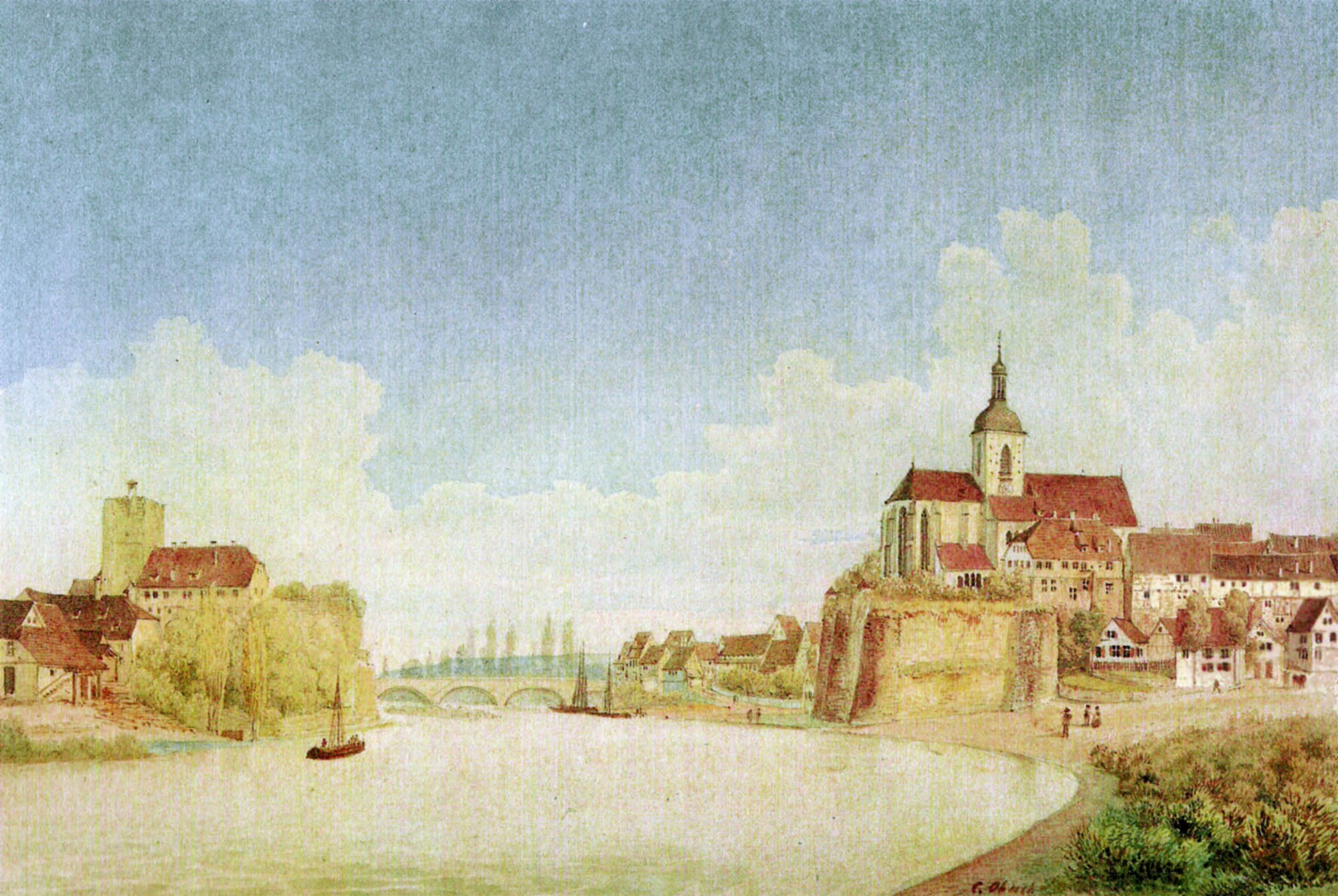
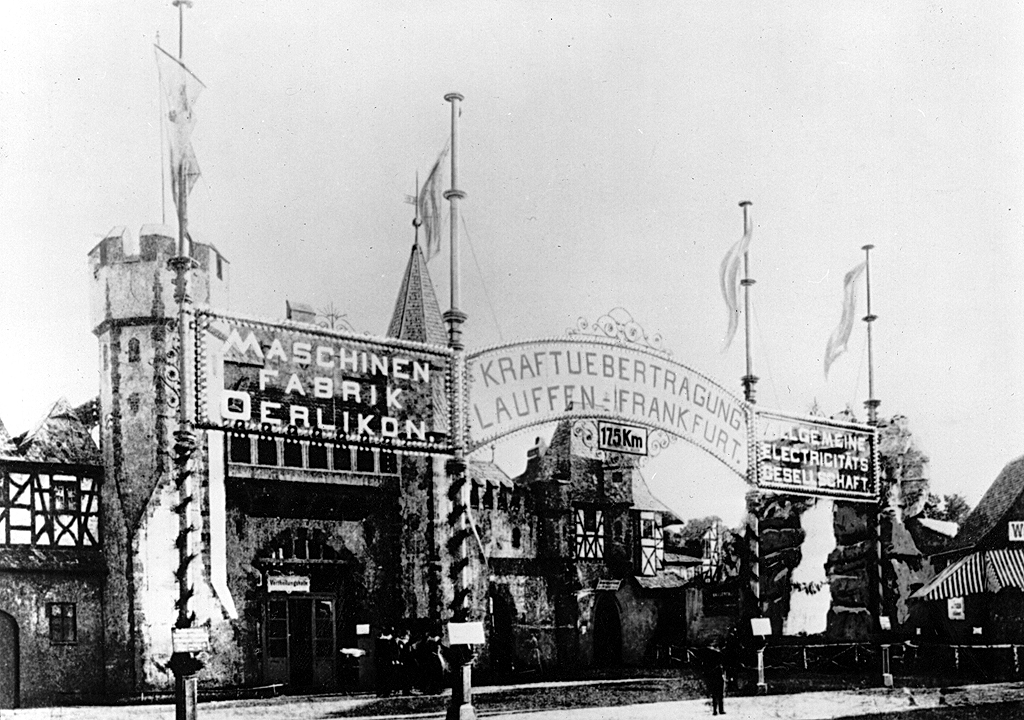
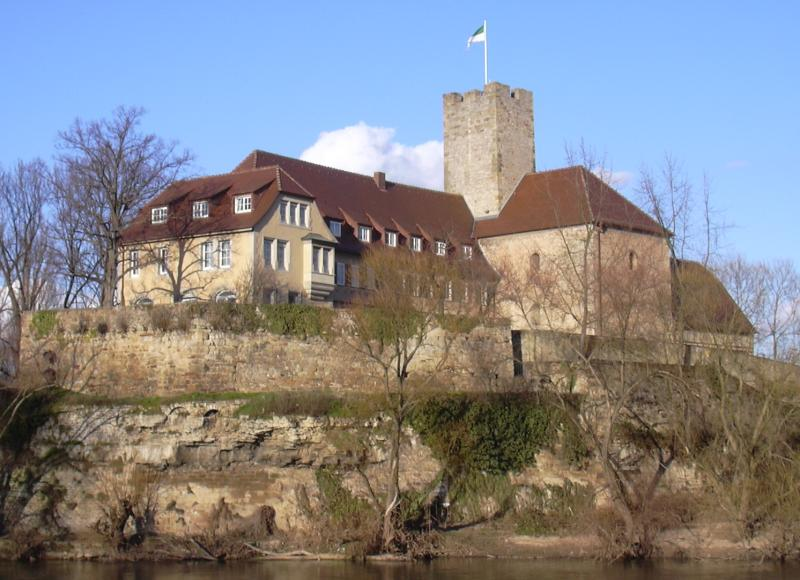
Ратуша
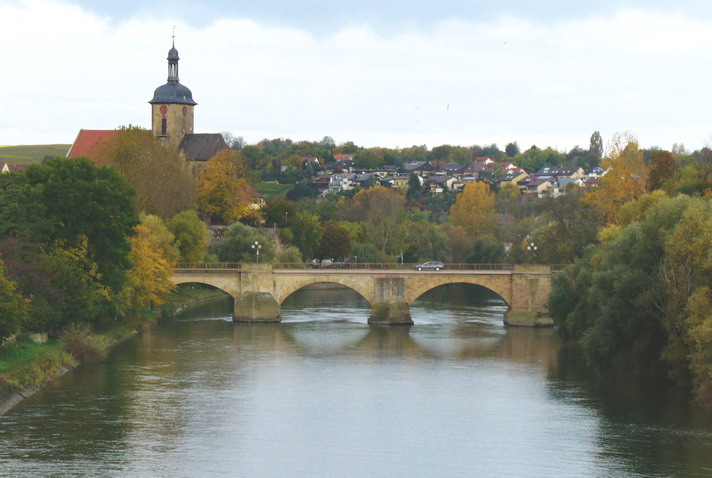
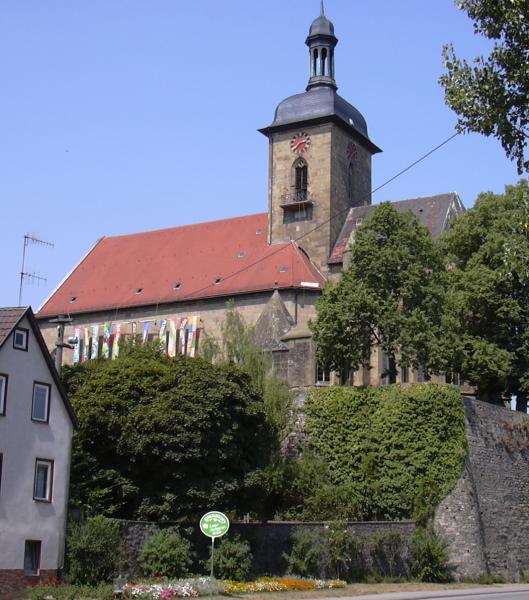
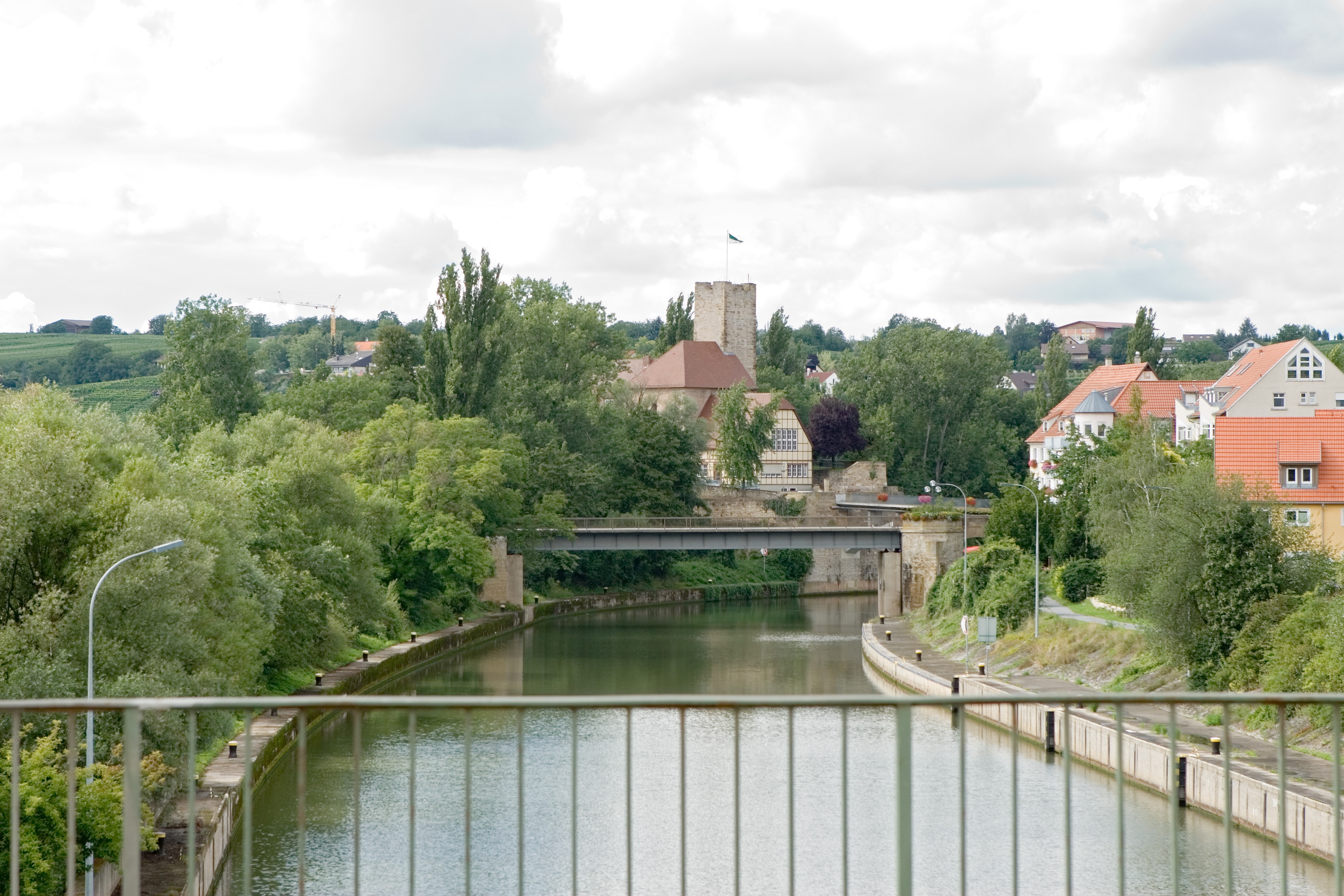
Мост
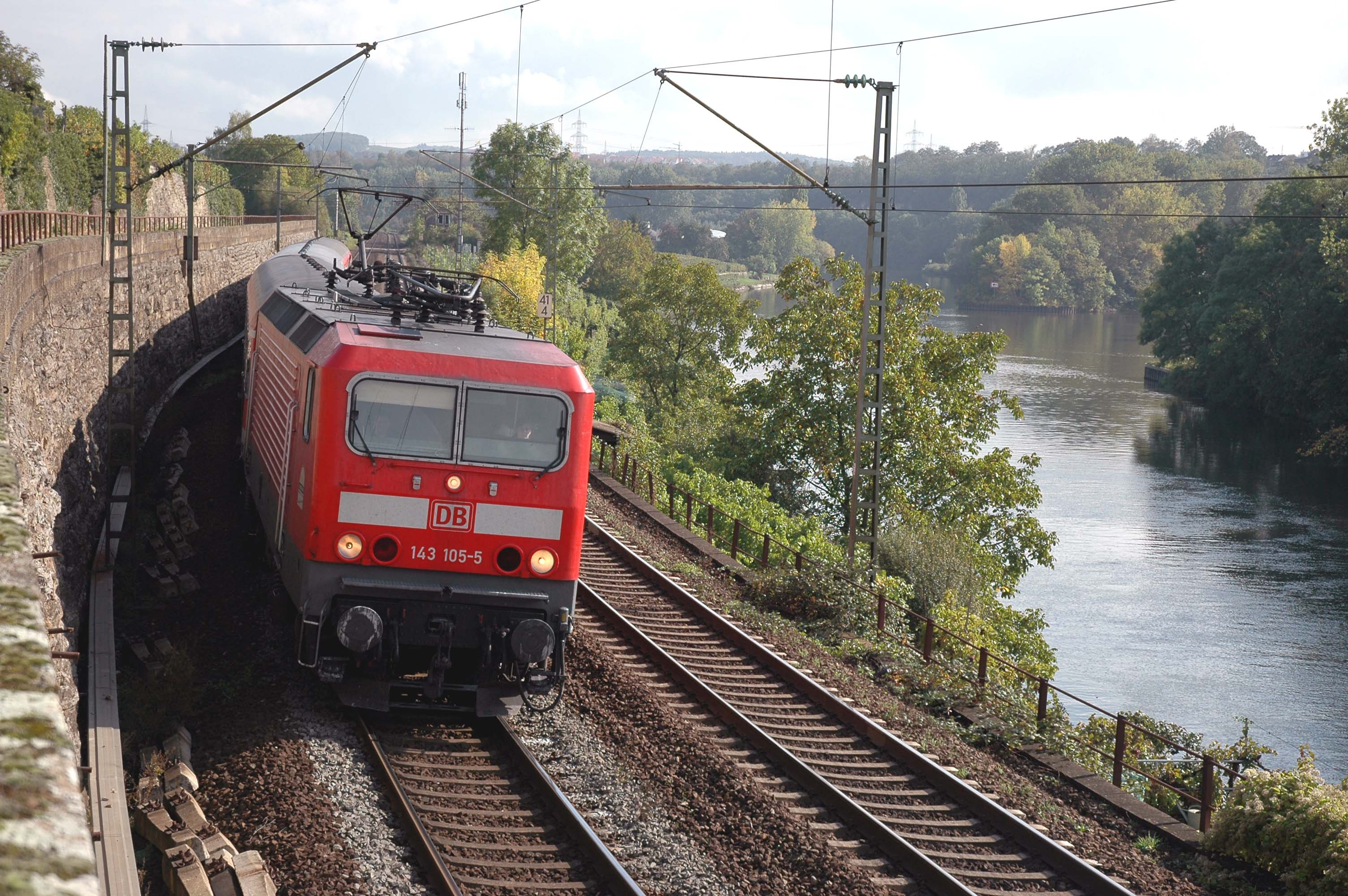
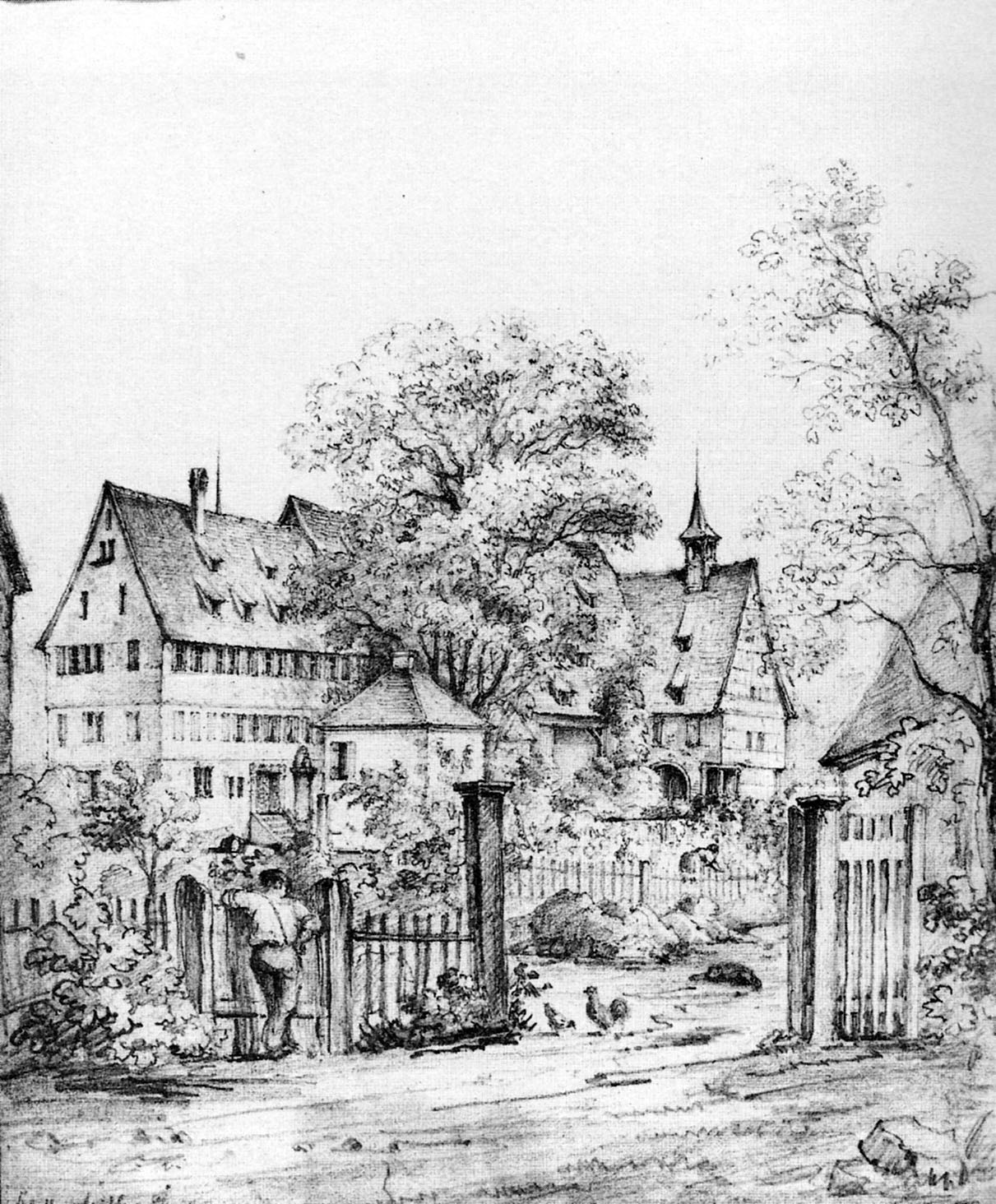
Дом Гёльдерлина